# Mjej II Gnuní
Mjej II Gnuní fou governador militar de l'Armènia romana d'Orient del 628 al 635.
Després de la victoria d'Heracli, l'Armènia romana d'Orient fou retornada pel tractat del juny del 628. Heracli va nomenar mestre dels soldats al nakharar Mjej II Gnuní de la família de prínceps Gnuní, grans cançoners hereditaris a Pèrsia (dignitat que havien perdut a l'Imperi).
El 630 Mjej II va dirigir la reocupació dels territoris retornats pels perses. Els romans d'Orient esperaven restablir a aquestes terres l'ortodòxia grega, i Mjej va invitar el patriarca armeni Ezr a anar a Teodosiòpolis a sotmetre's a les doctrines del Concili de Calcedònia, i si no ho feia es nomenaria per l'Armènia romana d'Orient un antipatriarca. Ezr va acceptar va anar a Teodosiòpolis on es va reunir un sínode (631). Finalment, després de mesos de discussió, la qüestió de Calcedònia es va ometre per motius de conveniència i el sínode es va limitar a una condemna del nestorianisme, i així Ezr va poder adherir a les fórmules que se li presentaven i els grecs el van poder considerar admès a l'ortodòxia (632). El patriarcat va rebre terres a l'Airarat concedides per l'emperador. Aquesta transacció va disgustar al seu dogmàtic auxiliar Joan Mairavanetsi, que es va retirar al Mairavanq a un convent (el convent del bosc) però Ezr el va expulsar i llavors es va establir a Gardman.
Varaz-Tirots Bagratuní, el marzban persa de la Persarmènia, es comportava com a sobirà autònom aprofitant les lluites civils a Pèrsia. Fou Mjej Gnuní, per velles rivalitats familiars, qui va calumniar a Varaz-Tirots davant el rei persa Rostam II, del que va demanar la destitució amenaçant en cas contrari amb la guerra. Fins i tot va enviar el seu germà Garikhpet Gnuní a Dvin per detenir i emportar-se a Varaz-Tirots però la guarnició persa, que li era lleial, ho va impedir. Varaz-Tirots davant el perill va fugir al seu feu de Taron. Allí va demanar justícia a l'emperador Heracli, del que va obtenir un salconduit, i es van entrevistar a l'Osroene. Heracli va reconèixer la injustícia que es feia amb Varaz-Tirots i el va fer patrici i el va omplir d'honors i regals (634).
El nakharar David Saharuní, part també de la conspiració a Armènia, fou detingut per Mjej Gnuní però es va poder escapar, va convèncer les tropes (molts dels quals eren armenis) i va matar a Mjej i es va proclamar mestre dels soldats el 635.